# Halbfinger-Geckos
Die artenreiche Gattung der Halbfinger-Geckos (Hemidactylus) gehört zur Familie der Geckos (Gekkonidae). Das ursprüngliche Verbreitungsgebiet der Gattung liegt in Südeuropa, Afrika und Asien. Die einzige europäische Art ist der Europäische Halbfinger (Hemidactylus turcicus), der durch Griechen und Römer im ganzen Mittelmeergebiet und später durch den europäischen Kolonialismus weltweit verbreitet wurde. Die Tiere haben häufig als blinde Passagiere auf Schiffen neue Regionen besiedelt, darunter auch den amerikanischen Doppelkontinent und die Inseln des Pazifik. Besonders weit verbreitet sind der Afrikanische Hausgecko (Hemidactylus brookii) und der Asiatische Hausgecko (Hemidactylus frenatus). Bei einigen weit verbreiteten Arten lässt sich das ursprüngliche Vorkommen nicht mehr feststellen. 

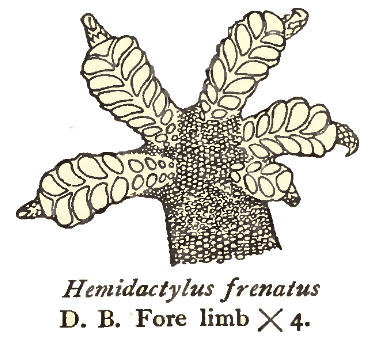
Zeichnung eines Fußes von Hemidactylus frenatus mit Haftlamellen und Krallen an den Zehen

## Merkmale
Halbfinger-Geckos werden zehn bis zwanzig Zentimeter lang. Die Schwanzlänge entspricht dabei der Kopf-Rumpf-Länge. Gemeinsame Merkmale sind die lidlosen Augen und die sowohl mit Haftlamellen als auch Krallen versehenen Zehen. Üblicherweise sind sie braun oder graurosa gefärbt. Ihre Pupillen stehen senkrecht.

## Lebensweise
Halbfinger-Geckos leben auf Felsen, Baumstämmen und Trockenmauern. Sie vermehren sich ovipar (legen Eier). In der Gattung gibt es einige Arten, die sich durch Parthenogenese (Jungfernzeugung) fortpflanzen. In diesen Arten gibt es nur Weibchen, die sich asexuell vermehren und deren Eier sich aus unbefruchteten Eizellen entwickeln.

## Arten

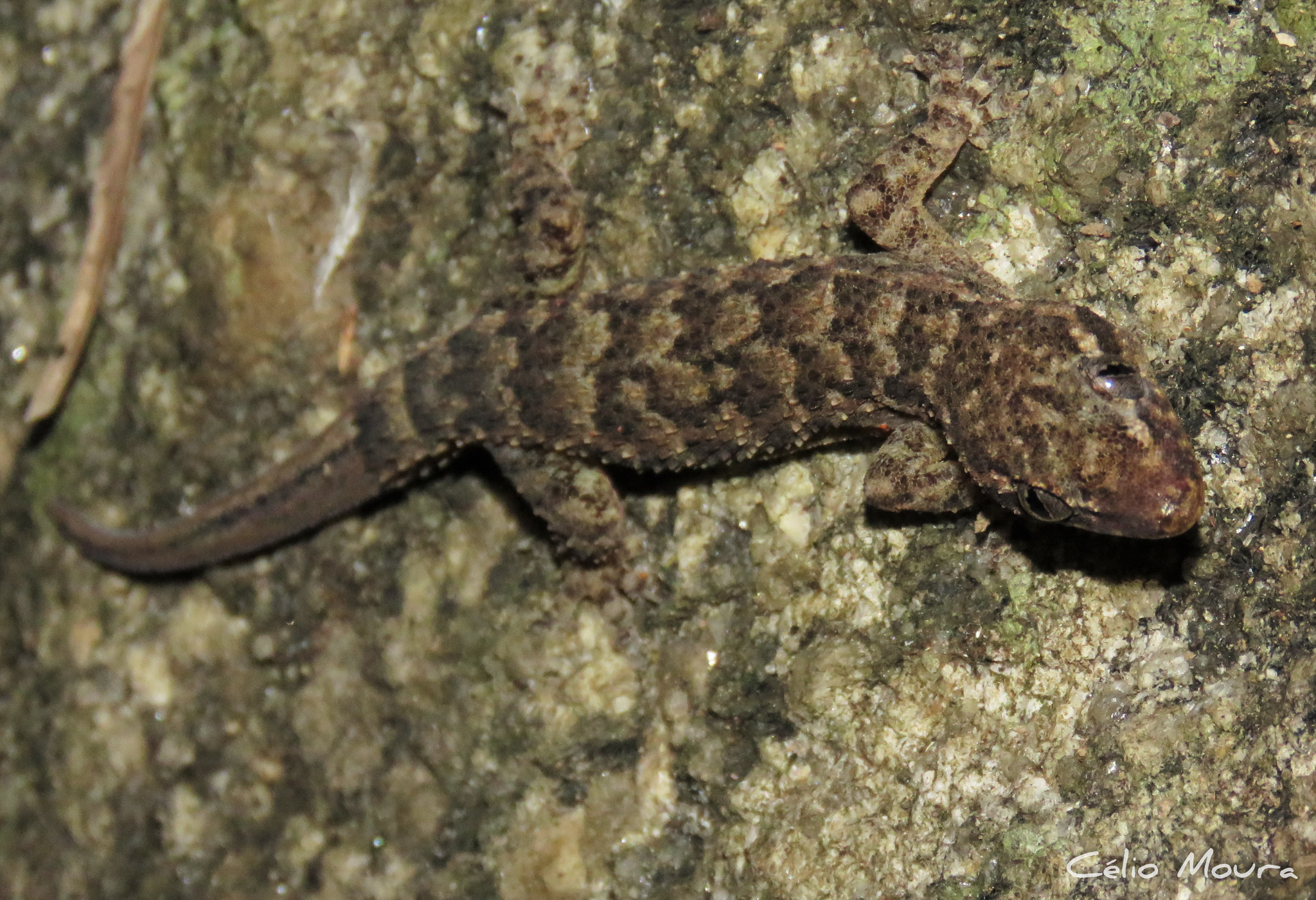
Hemidactylus agrius

- Hemidactylus aaronbaueri Giri, 2008
- Hemidactylus acanthopholis Mirza & Sanap, 2014
- Hemidactylus adensis Šmíd, Moravec, Kratochvíl, Nasher, Mazuch, Gvoždík & Carranza, 2015[2]
- Hemidactylus agrius Vanzolini, 1978
- Hemidactylus albituberculatus Trape, 2012
- Hemidactylus albivertebralis Trape & Böhme, 2012
- Hemidactylus albofasciatus Grandison & Soman, 1963
- Hemidactylus albopunctatus (Loveridge, 1947)
- Hemidactylus alkiyumii Carranza & Arnold, 2012
- Hemidactylus anamallensis (Günther, 1875)
- Hemidactylus angulatus Hallowell, 1854
- Hemidactylus ansorgii Boulenger, 1901
- Hemidactylus aporus Boulenger, 1906
- Hemidactylus aquilonius Zug & McMahan, 2007
- Hemidactylus arnoldi Lanza, 1978
- Hemidactylus awashensis Šmíd, Moravec, Kratochvíl, Nasher, Mazuch, Gvoždík & Carranza, 2015[2]

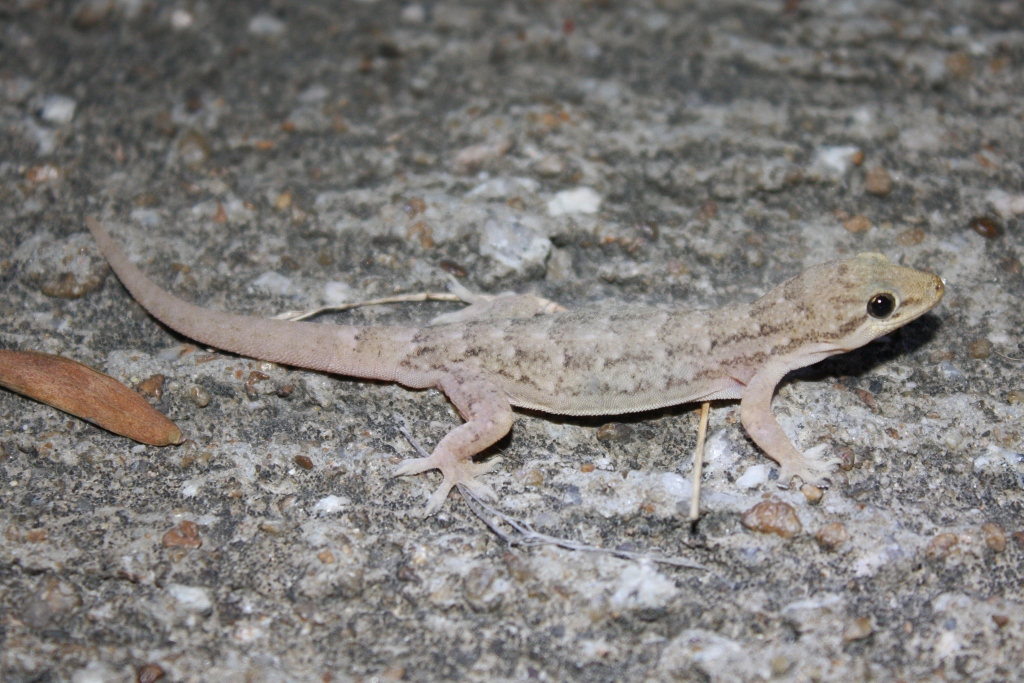
Bowrings Gecko (Hemidactylus bowringii)

- Hemidactylus barbierii Sindaco, Razzetti & Ziliani, 2007
- Hemidactylus barodanus Boulenger, 1901
- Hemidactylus bavazzanoi Lanza, 1978
- Hemidactylus bayonii Bocage, 1893
- Hemidactylus beninensis Bauer, Tchibozo, Pauwels & Lenglet, 2006
- Hemidactylus biokoensis Wagner, Leaché & Fujita, 2014
- Hemidactylus bouvieri (Bocourt, 1870)
- Bowrings Gecko (Hemidactylus bowringii) (Gray, 1845)
- Hemidactylus brasilianus (Amaral, 1935)
- Afrikanischer Hausgecko (Hemidactylus brookii Gray, 1845)

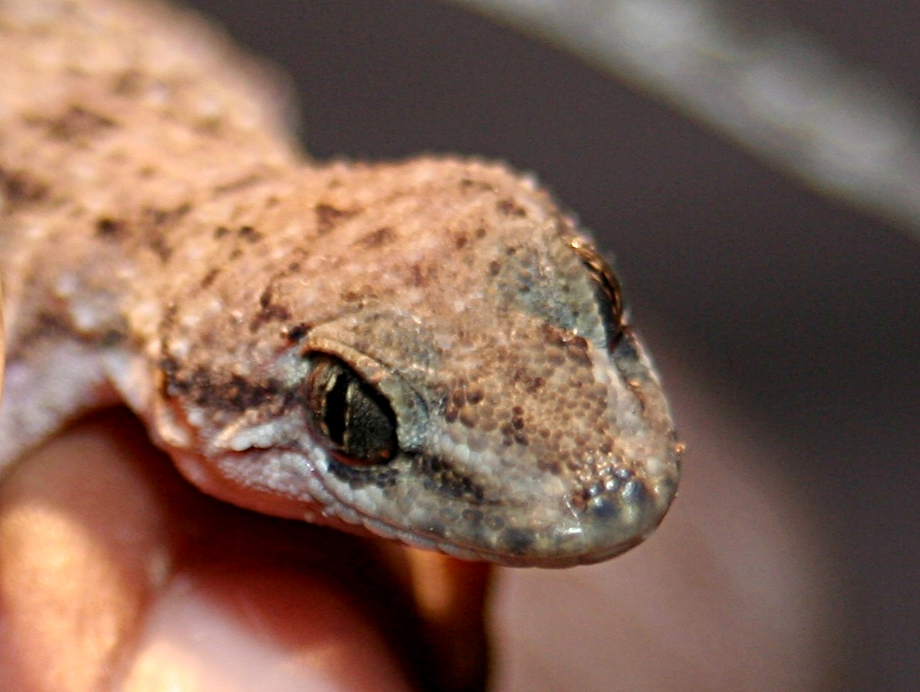
Afrikanischer Hausgecko (Hemidactylus brookii)

- Hemidactylus citernii Boulenger, 1912
- Hemidactylus coalescens Wagner, Leaché & Fujita, 2014
- Hemidactylus craspedotus Mocquard, 1890
- Hemidactylus curlei Parker, 1942
- Hemidactylus dawudazraqi Moravec, Kratochvíl, Amr, Jandzik, Šmíd & Gvoždík, 2011
- Hemidactylus depressus Gray, 1842
- Hemidactylus dracaenacolus Rösler & Wranik, 1999
- Hemidactylus echinus O’Shaughnessy, 1875
- Hemidactylus endophis Carranza & Arnold, 2012
- Hemidactylus eniangii Wagner, Leaché & Fujita, 2014
- Hemidactylus fasciatus Gray, 1842
- Hemidactylus festivus Carranza & Arnold, 2012
- Gelbgrüner Hausgecko (Hemidactylus flaviviridis Rüppell, 1835)

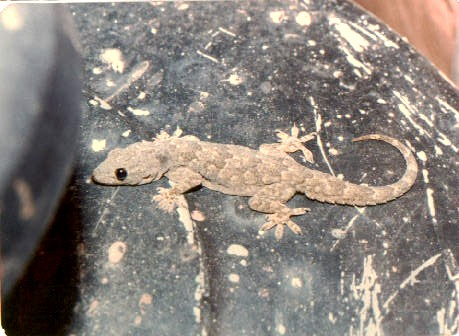
Gelbgrüner Hausgecko (Hemidactylus flaviviridis)

- Hemidactylus forbesii Boulenger, 1899
- Hemidactylus foudaii Baha El Din, 2003
- Asiatischer Hausgecko (Hemidactylus frenatus Duméril & Bibron, 1836)
- Hemidactylus funaiolii Lanza, 1978
- Indopazifischer Gecko (Hemidactylus garnotii Duméril & Bibron, 1836)
- Hemidactylus giganteus Stoliczka, 1871
- Hemidactylus gleadowi Murray, 1884
- Hemidactylus gracilis Blanford, 1870
- Hemidactylus granchii Lanza, 1978
- Hemidactylus graniticolus Agarwal, Giri & Bauer, 2011
- Hemidactylus granosus (Heyden, 1827)
- Hemidactylus granti Boulenger, 1899
- Hemidactylus greeffii Bocage, 1886
- Hemidactylus gujaratensis Giri, Bauer, Vyas & Patil, 2009
- Hemidactylus hajarensis Carranza & Arnold, 2012
- Hemidactylus homoeolepis Blanford, 1881
- Hemidactylus hunae Deraniyagala, 1937
- Rübenschwanz-Viperngecko (Hemidactylus imbricatus (Bauer, Giri, Greenbaum, Jackman, Dharne & Shouche, 2008))
- Hemidactylus inexpectatus Carranza & Arnold, 2012
- Hemidactylus inintellectus Sindaco, Ziliani, Razzetti, Pupin, Grieco, 2009
- Hemidactylus isolepis Boulenger, 1895
- Hemidactylus ituriensis Schmidt, 1919
- Hemidactylus jubensis Boulenger, 1895
- Hemidactylus jumailiae Busais & Joger, 2011
- Hemidactylus kamdemtohami Bauer & Pauwels, 2002
- Hemidactylus karenorum (Theobald, 1868)
- Hemidactylus klauberi Scortecci, 1948
- Hemidactylus kundaensis Chirio & Trape, 2012
- Hemidactylus kushmorensis Murray, 1884
- Hemidactylus kyaboboensis Wagner, Leaché & Fujita, 2014
- Hemidactylus laevis Boulenger, 1901
- Hemidactylus lamaensis Ullenbruch, Grell & Böhme, 2010
- Hemidactylus lankae Deraniyagala, 1953
- Hemidactylus laticaudatus Andersson, 1910
- Hemidactylus lavadeserticus Moravec & Böhme, 1997
- Hemidactylus lemurinus Arnold, 1980
- Hemidactylus leschenaultii Duméril & Bibron, 1836
- Hemidactylus longicephalus Bocage, 1873
- Hemidactylus lopezjuradoi Arnold, Vasconcelos, Harris, Mateo & Carranza, 2008
- Hemidactylus luqueorum Carranza & Arnold, 2012
- Hemidactylus mabouia (Moreau de Jonnès, 1818)

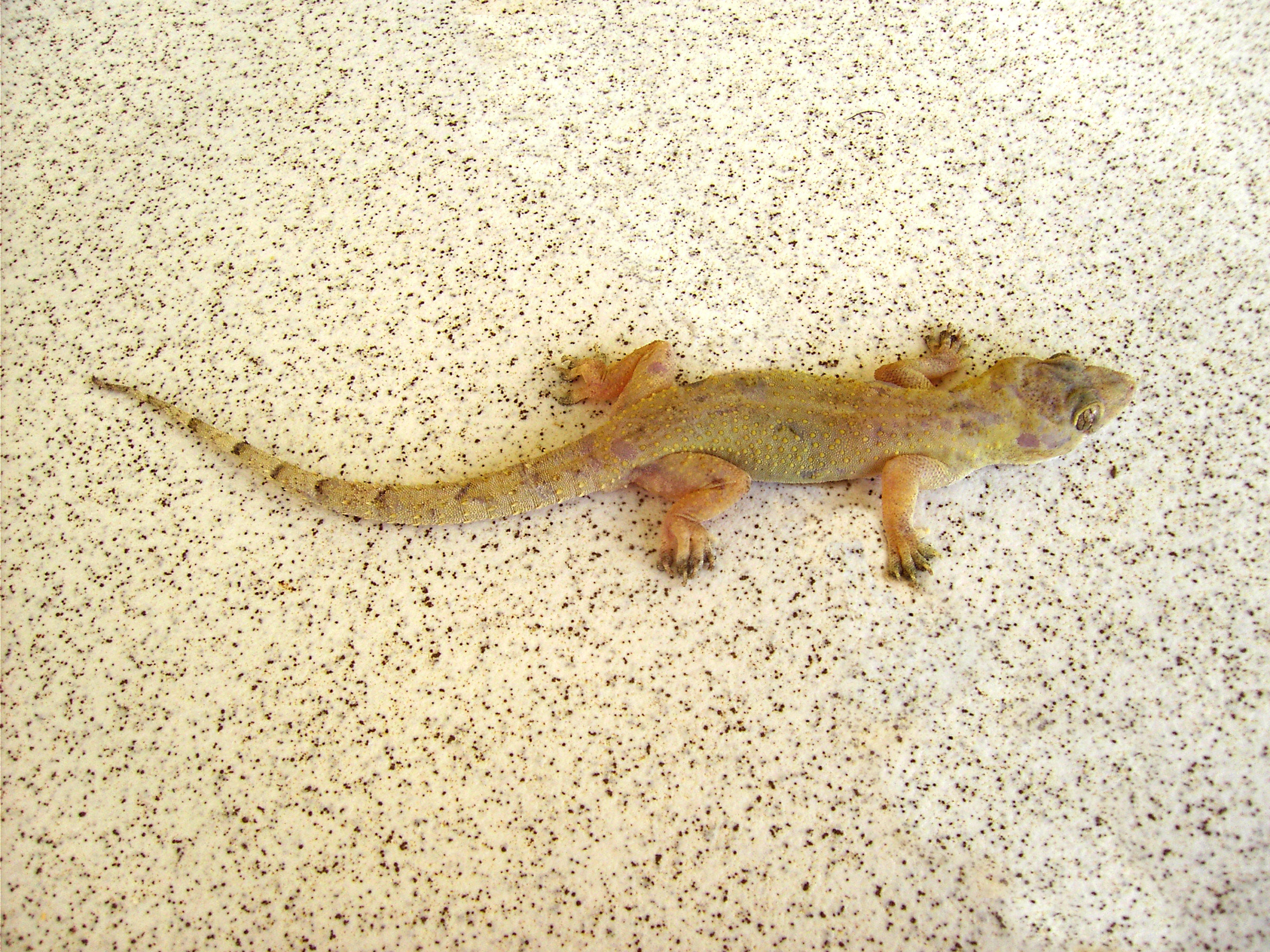
Hemidactylus mabouia

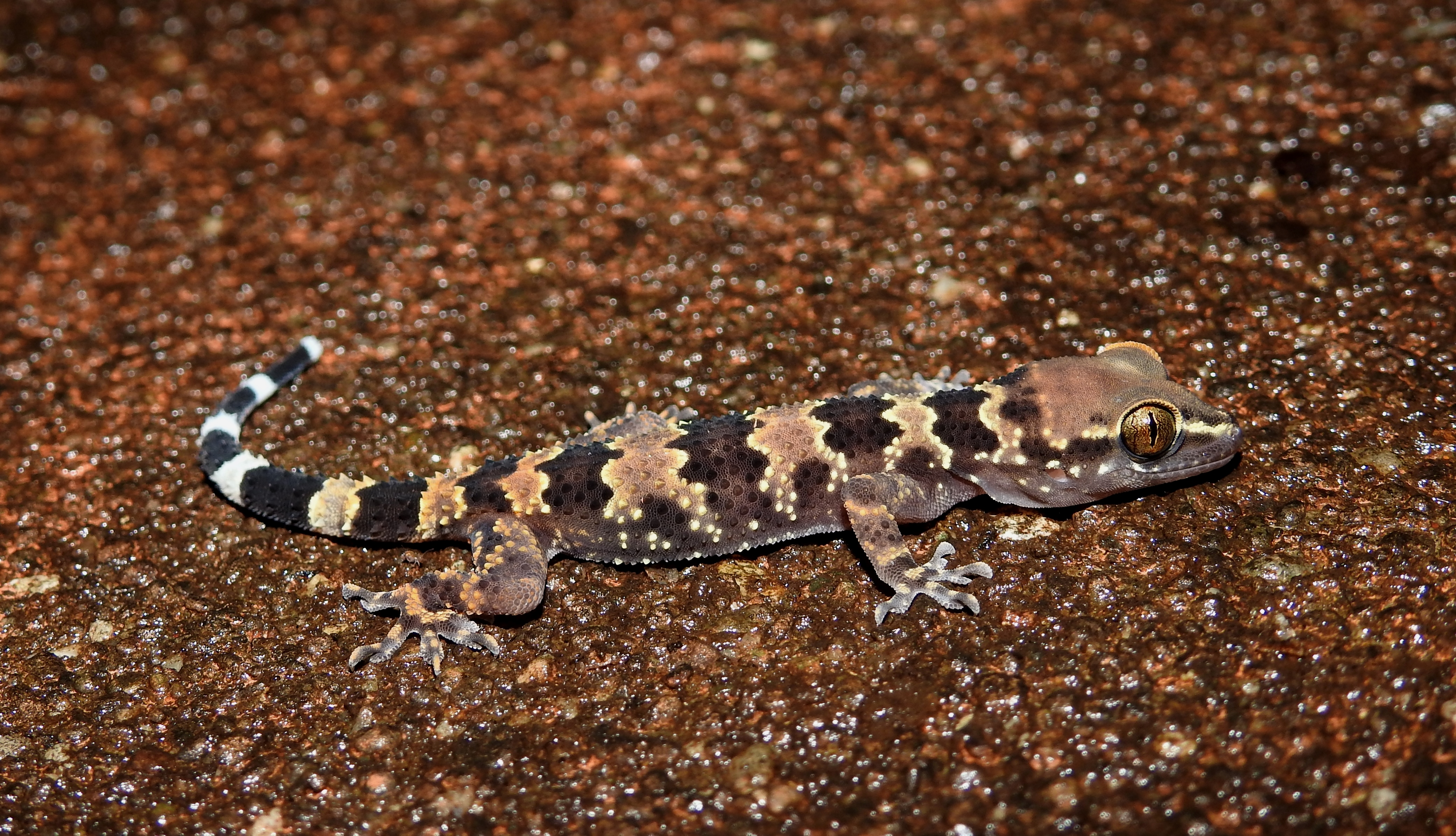
Gefleckter Halbfingergecko (Hemidactylus maculatus)

- Hemidactylus macropholis Boulenger, 1896
- Gefleckter Halbfingergecko (Hemidactylus maculatus Duméril & Bibron, 1836)
- Hemidactylus makolowodei Bauer, Lebreton, Chirio, Ineich & Talla Kouete, 2006
- Hemidactylus mandebensis Šmíd, Moravec, Kratochvíl, Nasher, Mazuch, Gvoždík & Carranza, 2015[2]
- Hemidactylus masirahensis Carranza & Arnold, 2012
- Hemidactylus matschiei (Tornier, 1901)
- Hemidactylus megalops Parker, 1932
- Hemidactylus mercatorius Gray, 1842
- Hemidactylus mindiae Baha El Din, 2005
- Hemidactylus minutus Vasconcelos & Carranza, 2014
- Hemidactylus modestus (Günther, 1894)
- Hemidactylus mrimaensis Malonza & Bauer, 2014
- Hemidactylus muriceus Peters, 1870
- Hemidactylus newtoni Ferreira, 1897
- Hemidactylus ophiolepis Boulenger, 1903
- Hemidactylus ophiolepoides Lanza, 1978
- Hemidactylus oxyrhinus Boulenger, 1899
- Hemidactylus palaichthus Kluge, 1969
- Hemidactylus parvimaculatus Deraniyagala, 1953
- Hemidactylus paucituberculatus Carranza & Arnold, 2012
- Hemidactylus persicus Anderson, 1872
- Hemidactylus pieresii Kelaart, 1852
- Hemidactylus platycephalus Peters, 1854
- Hemidactylus platyurus (Schneider, 1792)
- Hemidactylus prashadi Smith, 1935
- Hemidactylus principensis Miller, Sellas & Drewes, 2012
- Hemidactylus pseudomuriceus Henle & Böhme, 2003
- Hemidactylus puccionii Calabresi, 1927
- Hemidactylus pumilio Boulenger, 1899
- Hemidactylus reticulatus Beddome, 1870
- Hemidactylus richardsonii (Gray, 1845)
- Hemidactylus robustus Heyden, 1827
- Hemidactylus romeshkanicus Torki, 2011
- Hemidactylus ruspolii Boulenger, 1896
- Hemidactylus saba Busais & Joger, 2011
- Hemidactylus sataraensis Giri & Bauer, 2008
- Hemidactylus scabriceps (Annandale, 1906)
- Hemidactylus shihraensis Busais & Joger, 2011
- Hemidactylus sinaitus Boulenger, 1885
- Hemidactylus smithi Boulenger, 1895
- Hemidactylus somalicus Parker, 1932
- Hemidactylus squamulatus Tornier, 1896
- Hemidactylus stejnegeri Ota & Hikida, 1989
- Hemidactylus tanganicus Loveridge, 1929
- Hemidactylus tasmani Hewitt, 1932
- Hemidactylus taylori Parker, 1932
- Hemidactylus tenkatei Lidth de Jeude, 1895
- Hemidactylus thayene Zug & McMahan, 2007
- Hemidactylus treutleri Mahony, 2009
- Hemidactylus triedrus (Daudin, 1802)Hemidactylus triedrus

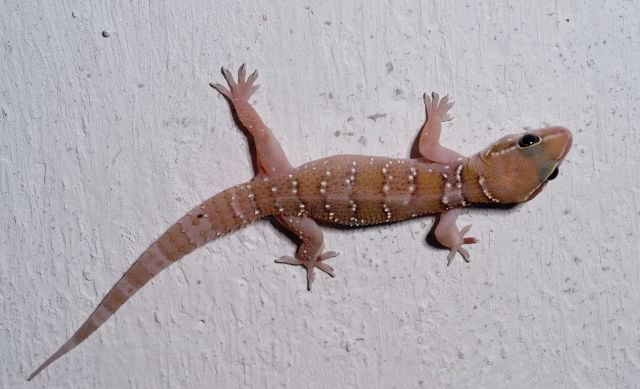
Hemidactylus triedrus

- Hemidactylus tropidolepis Mocquard, 1888
- Europäischer Halbfinger (Hemidactylus turcicus (Linnaeus, 1758))
- Hemidactylus ulii Šmíd, Moravec, Kratochvíl, Gvoždík, Nasher, Busais, Wilms, Shobrak, Carranza, 2013
- Hemidactylus vietnamensis Darevsky, Kupriyanova & Roshchin, 1984
- Hemidactylus yerburii Anderson, 1895